# Mednarodno letališče Larnaka
Mednarodno letališče Larnaka – Glafkos Klerides (IATA: LCA, ICAO: LCLK) je mednarodno letališče, ki stoji približno 4 m jugozahodno od mesta Larnaka na Cipru. Je glavno ciprsko mednarodno letališče in večje od obeh komercialnih letališč, ki oskrbujeta ozemlje pod nadzorom Republike Ciper. Leta 2016 je bilo poimenovano po državniku Glafkosu Kleridesu.
Letališče v upravljanju mednarodnega konzorcija Hermes Airports ima en glavni potniški terminal ob nadzornem stolpu, starejši terminal v bližini pa služi za upravljanje s tovorom in nekatere posebne operacije. Ima priključke na avtocesto A3 in cesto B4. Potniški terminal ima kapaciteto 7,5 milijona potnikov letno, po merilih IATA je raven storitev v kategoriji B (»visoka raven storitev, stabilen pretok, zelo malo zamud in visoka raven udobja«).

## Zgodovina
Letališče je bilo v naglici zgrajeno po turški invaziji leta 1974, zaradi katere je bilo zaprto letališče v Nikoziji, takrat edino mednarodno letališče na otoku. Sprva so bile letališke službe nastanjene v montažnih halah, vzletno-pristajalna steza, urejena na mestu vojaškega oporišča britanske vojske ob Larnaškem slanem jezeru, pa je bila na začetku prekratka za reaktivna letala. Zaradi statusa Cipra kot priljubljene turistične destinacije je hitro pritegnilo čarterske lete in v naslednjih letih so infrastrukturo aktivno izboljševali. Leta 1998 je dobilo nov terminal in nadzorni stolp ter preurejeno cestno omrežje. Nova nadgradnja je sledila do leta 2009, ko je konzorcij Hermes Airports pod vodstvom francoskega podjetja ADP (Aeroports de Paris) zgradil nov terminal v zameno za 25-letno koncesijo za upravljanje z letališčem.